# Indioscaptor siangensis
Indioscaptor siangensis är en insektsart som först beskrevs av Tandon och Shishodia 1972.  Indioscaptor siangensis ingår i släktet Indioscaptor och familjen mullvadssyrsor. Inga underarter finns listade i Catalogue of Life.